# Чигодайкін Іван Васильович
Іван Васильович Чигода́йкін (11 вересня 1920, с. Старе Сіндрово, тепер Краснослободський район, Мордовія — 21 листопада 1985, похований у Саранську) — мокшанський поет і перекладач. Член Спілки письменників СРСР з 1966 року.

## Життєпис і творчість
Походить із селянської сім'ї. 1935 року закінчив семирічну школу в рідному селі, 1938 року — Краснослободське училище (теперішня Краснослободська ЗОШ), навчався на літературному факультеті Мордовського державного педагогічного інституту. Перші вірші мокшанською мовою вийшли друком 1938 року в часописах «Колхозонь эряф» («Колгоспне життя»), «Мокшень правда», «Комсомолонь вайгяль» («Комсомольський голос»). З 1939 року проходив службу у війську. Учасник німецько-радянської війни. Літературний працівник дивізійних газет «Боевая красноармейская» і «Гвардеец».
Після демобілізації з армії повернувся до Мордовії, працював власним кореспондентом газети «Мокшень правда». З 1948 по 1950 рік навчався на журналістському відділенні Горьківської обласної партійної школи, після закінчення якої був редактором політмовлення Мордовського радіокомітету, відповідальним секретарем газети «Будівельник», редактором газети «Кабельник», літературним співробітником газет «Приладобудівник», «Сільський будівельник».
Автор збірок віршів і поем «Земля рідна» (1951), «Спалахи блискавиці» (1972), «Краса людини» (1974), «Смак хліба» (1980). У поемі «Хліб і сіль» (1959) створено колоритні образи мордовських (зі с. Колопине) селян-ходаків до Володимира Леніна. Згодом її перекладено російською мовою. На деякі вірші Чигодайкіна («Комбайнерка», «Мордовії») композитор Г. Павлов написав музику. Низку віршів присвятив Україні, зокрема Києву («Київські сонети»). Перекладач творів Т. Шевченка, Лесі Українки, А. Малишка, В. Сосюри.
Член КПРС з 1946. Нагороджений двома орденами Червоної Зірки, медалями.